# Tilikum (Orca)

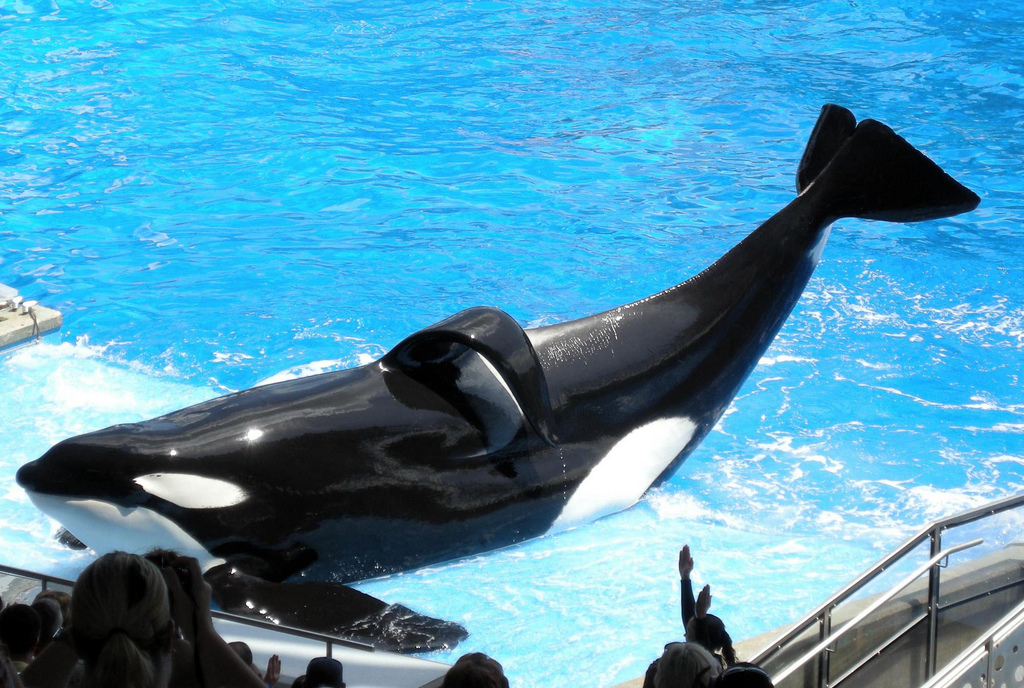
Tilikum im SeaWorld Orlando (2009)

Tilikum (* ca. November 1981; † 6. Januar 2017 in Orlando, Florida) war ein Schwertwal-Bulle. Sein Name bedeutet im Chinook Wawa „Freund“. Er wurde 1983 im Alter von etwa zwei Jahren in der Nähe von Island gefangen und lebte im SeaWorld von Orlando. Mit 6,89 m Länge und 5,44 Tonnen Gewicht (Winter 2009/2010) war er einer der größten in Gefangenschaft lebenden Orcas und war durch seine stark nach links gekrümmte Finne leicht von anderen Schwertwalen zu unterscheiden. Er starb am 6. Januar 2017 im Alter von geschätzt 36 Jahren an den Folgen einer bakteriellen Infektion der Lunge.
Tilikum war während der Gefangenschaft in den Tod von zwei Tiertrainern sowie eines Besuchers verwickelt.

## Leben
Nach seinem Fang im November 1983 wurde Tilikum ins Sealand of the Pacific in der Nähe der kanadischen Stadt Victoria gebracht. Im Sealand-Aquarium lebte er mit den beiden älteren Weibchen Nootka IV und Haida II, teilweise auf engstem Raum. Mit Haida II zeugte er seinen ersten Nachwuchs. Kyuquot wurde am 24. Dezember 1991 geboren.
Kurz vor der Geburt von Kyuquot kam es zu einem Zwischenfall, bei dem einer von Tilikums Trainern getötet wurde. Die Trainerin Keltie Byrne wurde vom Beckenrand aus von dem Wal am Fuß gepackt und ins Wasser gezogen. Tilikum zog sie immer wieder unter Wasser und verletzte sie stark, bis Keltie Byrne ertrank. Nach der Geburt verhielten sich die beiden Weibchen gegenüber Tilikum aggressiv. Zunächst wurde Tilikum in ein kleineres Becken und am 9. Januar 1992 in das SeaWorld Orlando verlegt. Das Sealand of the Pacific wurde kurz darauf geschlossen.
Am 6. Juli 1999 wurde Daniel Dukes tot in Tilikums Becken gefunden. Der obdachlose Mann hatte SeaWorld am Vortag besucht und sich am Abend im Park versteckt, als dieser geschlossen wurde. Er starb im Wasser an Unterkühlung, wurde aber auch von Tilikum gebissen. Unklar blieb, ob das Tier dem Mann die Verletzungen vor oder nach seinem Tod zugefügt hatte.
Am 24. Februar 2010 kam es zu einem weiteren Zwischenfall, bei dem Tilikum die erfahrene Tiertrainerin Dawn Brancheau tötete. Angeblich, so die Geschäftsführung der SeaWorld, zog der Wal seine Trainerin an den langen Haaren ihres Pferdeschwanzes ins Becken und drückte sie dort unter Wasser, sodass sie ertrank. Es wurden Vermutungen darüber angestellt, ob der Orca die Haare als „Spielzeug“ betrachtet habe und die Frau deswegen ins Wasser zog.
Mehrere Zeugen des Angriffes berichteten jedoch, dass Tilikum Dawn Brancheau nicht an den Haaren, sondern an ihrem Arm unter Wasser zog. Indem die SeaWorld-Geschäftsleitung behauptete, der Wal habe die Frisur der Tiertrainerin angegriffen, wollte sie möglicherweise die Verantwortung für den Angriff auf unsachgemäßes Verhalten der Mitarbeiterin abschieben.
Am 29. März 2011 gab SeaWorld bekannt, dass Tilikum wieder in die Orca-Show zurückkehren wird.
Im SeaWorld Orlando hatte Tilikum 13 Nachkommen gezeugt: Taku (1993–2007), Nyar (1993–1996), Unna (1996–2015), Sumar (1998–2010), Tuar (* 1999), Tekoa (* 2000), Nakai (2001–2022, durch künstliche Befruchtung), Kohana (* 2002–2022, durch künstliche Befruchtung), Ikaika (* 2002), Skyla (2004–2021), Malia (* 2007), Sakari (* 2010) und Makaio (* 2010).
Im 2013 veröffentlichten Dokumentarfilm Blackfish werden die Todesfälle, in die Tilikum verwickelt war, und deren Ursachen exemplarisch für in Gefangenschaft lebende Orcas betrachtet.
Im Juni 2014 trat Tilikum wieder in der Show auf.
Am 8. März 2016 gab SeaWorld bekannt, dass sich sein Gesundheitszustand verschlechtert habe. Am 6. Januar 2017 gab SeaWorld Orlando seinen Tod bekannt. Das US-Nachrichtenmagazin Time meldete als Todesursache eine „bakterielle Infektion der Lunge“.